# المدبغة

تعديل مصدري - تعديل

المدبغة إحدى حارات مدينة جبلة بمحافظة إب، بلغ تعداد سكانها 1125 نسمة حسب تعداد اليمن لعام 2004.